# Joanna Kamińska
Joanna Kamińska (ur. 6 kwietnia 1982) – polska lekkoatletka specjalizująca się w biegach długodystansowych, medalistka mistrzostw Polski.

## Kariera sportowa
Była zawodniczką Budowlanych Częstochowa.
Na mistrzostwach Polski seniorów dwa brązowe medale, w biegu maratońskim w 2005 i w biegu na 10 000 m w 2006. 
Rekordy życiowe: 
- 5000 m - 16:46,16 (4.09.2004)
- 10 000 m - 35:10,07 (7.05.2005)
- półmaraton - 1:19:24 (10.09.2006)
- maraton - 2:42:34 (10.04.2005)